# Bonnie Sloan
Bonnie Ryan Sloan (nacida el 1 de junio de 1948) es un exjugador estadounidense de la NFL que fue el primer de los tres jugadores de fútbol americano sordos en la historia de la National Football League.
Sloan jugó cuatro juegos en el tackle defensivo de los Cardenales de San Luis en la temporada de 1973. 
Un nativo de Lebanon, Tennessee, Sloan protagonizó la Universidad Estatal de Austin Peay.  Fue seleccionado en la 10.ª ronda (selección 242.ª general) del draft de la NFL de 1973 por los Cardenales, quienes lo liberaron después de esa temporada debido a una lesión en la rodilla.
El ex Denver Bronco Kenny Walker lo siguió a la NFL, a principios de la década de 1990, seguido por el actual Falcon Derrick Coleman.